# Société des sciences naturelles de la Charente-Maritime
Pour les articles homonymes, voir Société Sciences naturelles.
La Société des sciences naturelles de la Charente-Maritime  assure la diffusion de la culture scientifique dans les domaines allant des Sciences de la Vie aux Sciences de la Terre et fait connaître le  patrimoine naturel départemental, élargi au domaine marin et régional.
Elle est acteur de la protection de la nature et de la gestion du patrimoine naturel.

## Historique
Société savante, fondée en 1836, reconnue d’utilité publique en 1852, elle est créée par des naturalistes appartenant à l'Académie royale de La Rochelle et avait pour but « indépendamment de l’étude des sciences, de réunir dans un musée les productions naturelles qu’offre le département et de propager la connaissance des productions naturelles du département de la Charente-Inférieure. »
Le musée a été réalisé et est devenu le Muséum d'histoire naturelle de La Rochelle.
La société poursuit la diffusion de la connaissance scientifique par différentes activités.

## Une aventure humaine
- Les membres fondateurs :

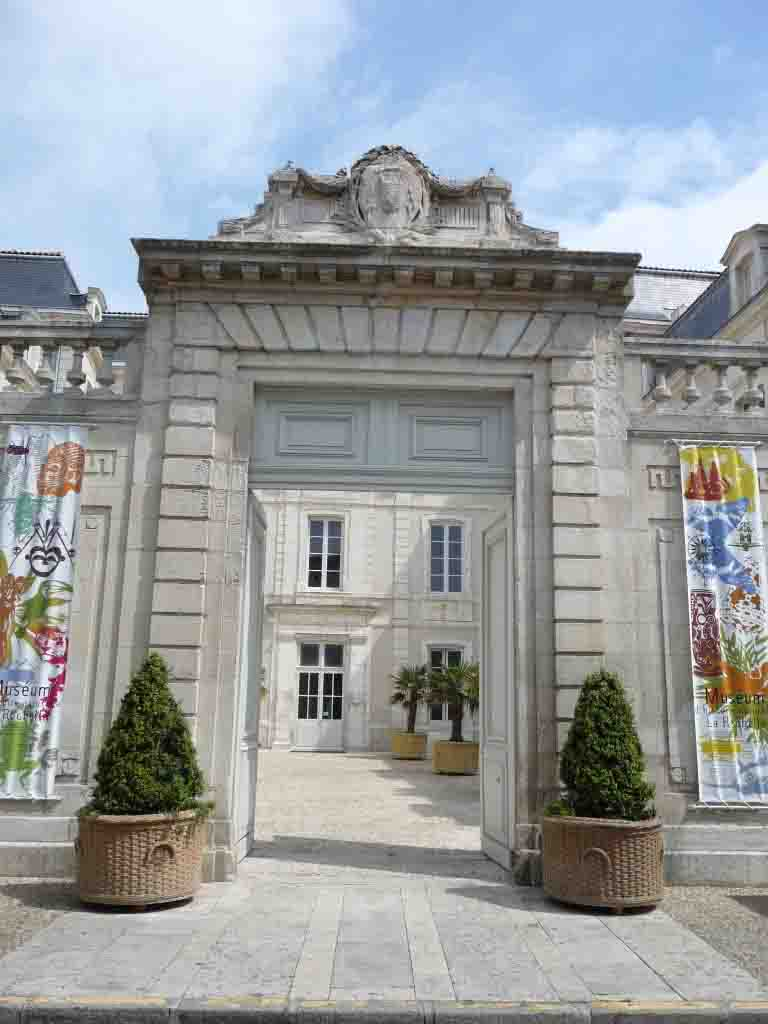
Entrée du Muséum siège de la Société

- Louis-Benjamin Fleuriau de Bellevue (1761-1852) membre correspondant de l’académie des Sciences, devient le premier Président de la Société à sa fondation.
- Charles-Marie Dessalines d’Orbigny (1770-1856), médecin principal de la Marine et correspondant du Muséum National, rédige les bases de la future Société. Devenu membre du bureau avec les fonctions de Conservateur, il classe les pièces de collections apportées par les membres.
- Michel-Simon Goujaud-Bonpland  (1770-1850) : docteur en médecine, engagé dans la vie politique locale, naturaliste, botaniste formé par Antoine-Laurent de Jussieu (1748-1836) professeur au Jardin du roi qui deviendra en 1793 le Muséum national d’Histoire naturelle, réalise des échanges avec de nombreux botanistes contemporains, vice-président de la société (1836-1838), frère de l’explorateur Aimé Bonpland.
- Paul Cassagneaud (1801-1895) : secrétaire en chef de la mairie de La Rochelle, féru d’archéologie et de sciences naturelles particulièrement d’ichtyologie, directeur du muséum Lafaille en 1831, trésorier de la société (1869-1895).

- Personnalités marquantes de l’histoire de la Société :
- Charles Édouard Beltrémieux (1825-1897), correspondant du Muséum National, Premier Conservateur du Muséum (créé par la fusion du Musée Fleuriau et du Musée Lafaille), Président de la Société en 1872 pendant 25 ans. Il réalisa un travail important publié en 1883 « Faune vivante et fossile de la Charente-Inférieure ».
- Étienne Loppé (1883-1954) médecin à La Rochelle, directeur du Muséum. Devenu président en 1919, il rétablit l’activité de la Société et réinstalle les musées « abandonnés » pendant la guerre.
- Raymond Duguy (1927 -2012), médecin, il effectue des recherches en herpétologie, conservateur du Muséum en 1961, il se passionne pour les mammifères marins. Il devient Président de la société en 1963 pour une durée de 44 ans.

### Liste des présidents
- 1836- : Louis-Benjamin Fleuriau de Bellevue
- 1859-1871 : Louis-Théodore Vivier
- 1872-1897 : Charles Édouard Beltrémieux
- 1898-1899 : Frédéric Lusson
- 1915-1954 : Étienne Loppé
- 1955-1962 : Robert Letaconnoux
- 1963-2007 : Raymond Duguy

## Activités

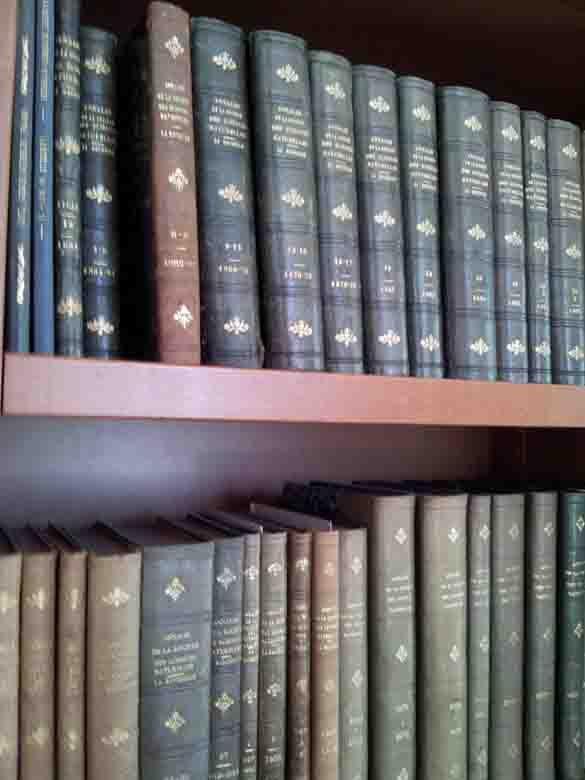
Bibliothèque des annales de la Société

Des Annales en parution régulière depuis 1963 sous la présidence de Raymond Duguy. Chaque fascicule réunit des articles scientifiques présentant des inventaires et observations réalisés l’année précédente sur des thèmes de Botanique, géologie, ichtyologie, paléontologie, zoologie…….
Des Numéros Spéciaux, sans périodicité de parution, présentent des études spécifiques, exemple : Etude géologique abrégée de la Charente-Maritime par Marguerite Corlieux en 1972 ou Les Libellules de Charente-Maritime par Philippe Jourde en 2005. Les publications sont échangées avec 111 sociétés savantes ou institutions françaises et étrangères.
Des conférences mensuelles d’octobre à juin et une sortie naturaliste annuelle, ouvertes à tout public, permettent de découvrir les ressources patrimoniales locales et les travaux d’études de scientifiques et universitaires.

## Archives
À l’origine, dépôts des collections ou dons de sociétaires : livres de Clément Lafaille, collections d’Orbigny père et fils… se sont enrichies dans la deuxième moitié du XIXe siècle. Elles sont déposées à la bibliothèque scientifique du Muséum depuis 1924/1925. La liste de présentation est disponible sur le site internet de la Société. La documentation peut être consultée sur demande.

## Sources
D'après l'article : La Société des Sciences Naturelles de la Charente-Maritime et le Muséum de la Rochelle, par Raymond Duguy.
Bicentenaire du Muséum d’Histoire Naturelle de La Rochelle - Supplément septembre 1982- p 35 à 40.

Archives de la Société des Sciences Naturelles.